# Skaidrīte Smildziņa-Budovska
Skaidrīte Smildziņa-Budovska, (Riga, Letland, 20 maart 1943) is een voormalig Sovjet- basketbalspeelster. Ze kreeg de onderscheiding Orde van de Drie Sterren.

## Carrière
Smildziņa speelde haar gehele basketbal carrière voor TTT Riga. Met TTT won ze twaalf Sovjet-kampioenschappen, één USSR Cup en elf Europese Cup-titels. Ook won ze één titel met de Letse SSR in 1958. Ze was aanvoerder van TTT van 1963 tot 1969. Smildziņa speelde ook voor de nationale ploeg van de Sovjet-Unie. Met het nationale team van de Sovjet-Unie won Smildziņa goud in 1959, 1964 en 1967 op het Wereldkampioenschap en vijf keer goud op het Europees Kampioenschap in 1960, 1962, 1964, 1966 en 1968. Als speler van de Letse SSR won ze vier keer de Spartakiad van de Volkeren van de USSR in 1963, 1967 en 1971.

## Erelijst
- Landskampioen Sovjet-Unie: 12
  - Winnaar: 1960, 1961, 1962, 1963, 1964, 1965, 1966, 1967, 1968, 1969, 1970, 1972
- Bekerwinnaar Sovjet-Unie: 1
  - Winnaar: 1969
- Landskampioen Letland: 1
  - Winnaar: 1958
- EuroLeague Women: 11
  - Winnaar: 1960, 1961, 1962, 1964, 1965, 1966, 1967, 1968, 1969, 1970, 1972
- Wereldkampioenschap: 3
  - Goud: 1959, 1964, 1967
- Europees kampioenschap: 5
  - Goud: 1960, 1962, 1964, 1966, 1968
- Spartakiad van de Volkeren van de USSR: 3
  - Winnaar: 1963, 1967, 1971